# Amanda è libera
Amanda è libera è un brano musicale scritto da Fabrizio Berlincioni, Albano Carrisi, Alterisio Paoletti ed interpretato da Al Bano, che l'ha presentato in occasione del Festival di Sanremo 2011. In occasione della quarta serata del Festival, dedicata ai duetti, Albano si è esibito con Michele Placido.
Questo brano si è classificato al 3º posto nella graduatoria finale al Festival di Sanremo 2011, ottenendo il 12% dei voti.

## Il brano
(Il ritornello della canzone)
Il testo di Amanda è libera è stato ispirato dall'omicidio della ventottenne nigeriana Doris Iuta, una prostituta di Livorno. Parlando del brano, Albano ha dichiarato durante un'intervista rilasciata al Corriere della Sera:
(Albano)
Durante il Festival il brano è stato diretto da Alterisio Paoletti (uno degli autori).

## Accuse di plagio
Secondo le persone che conoscono il tenore ragusano Jonathan Cilia Faro, il pezzo sarebbe stato copiato parzialmente da una canzone del 2004 che lui stesso aveva inviato ad Al Bano e successivamente pubblicato con il titolo Immigration nel 2005. Altri invece sostengono che il brano abbia una forte somiglianza con un pezzo del 1980 di Andy Statman, noto clarinettista statunitense, titolato Flatbush Waltz. È stata notata inoltre una grande somiglianza con la canzone Forever and One della band heavy metal tedesca degli Helloween, pubblicata nel 1995. Il ritornello di Amanda è libera ricorda anche Theme One dei Van Der Graaf Generator e La vendetta del fantasma formaggino, brano del 1992 di Elio e le Storie Tese. In realtà la linea melodica della canzone discende direttamente dall'incipit minuetto n° 3 di Johann Sebastian Bach, a sua volta simile alla canzone popolare anonima catalana Mareta no'm faces plorar.

## Tracce
1. Amanda è libera – 3:55

## Classifiche
| Paese  | Posizione raggiunta |
| ------ | ------------------- |
| Italia | 38                  |